# دریپ دراپ (ترانه صفورا علیزاده)
«دریپ دراپ» (به انگلیسی: Drip Drop) ترانه‌ای از خواننده اهل جمهوری آذربایجان صفورا علیزاده است. این ترانه نماینده جمهوری آذربایجان در مسابقه آواز یوروویژن ۲۰۱۰ بود. در ۲۹ مه ۲۰۱۰، «دریپ دراپ» در فینال یوروویژن ۲۰۱۰ مقام پنجم را کسب کرد.